# Điện Kính Thiên

Điện Long Thiên năm 1873

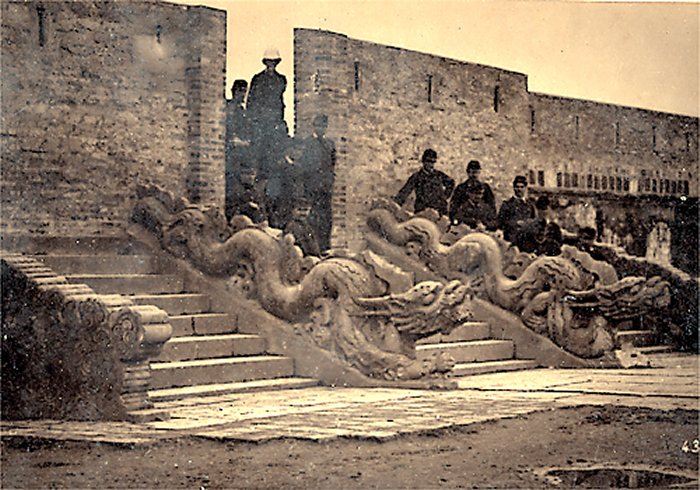
Điện Kính Thiên năm 1886

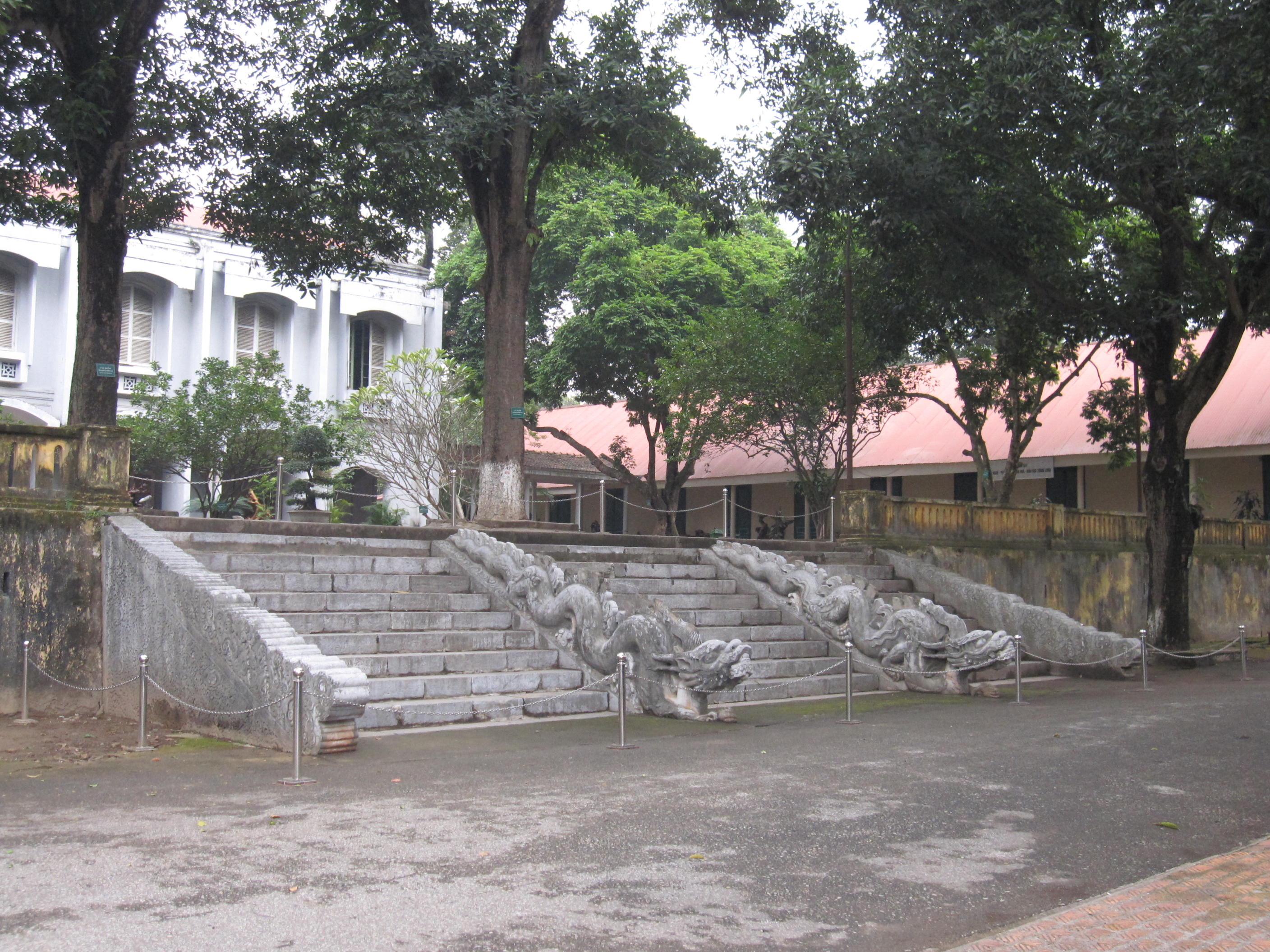
Bộ thành bậc điện Kính Thiên, bảo vật quốc gia số 18, đợt 9

Điện Kính Thiên (chữ Hán: 敬天殿, Kính Thiên điện) là công trình trung tâm của hoàng cung nhà Hậu Lê ở đô thành Đông Kinh (Hà Nội). Đến năm 1841 (đời Thiệu Trị) thì được đổi tên thành điện Long Thiên.

## Lịch sử
Theo Đại Việt Sử ký toàn thư, điện Kính Thiên được xây dựng năm 1428 đời vua Lê Thái Tổ và hoàn thiện vào đời vua Lê Thánh Tông. Điện Kính Thiên là nơi vua Lê Thái Tổ tuyên bố lên ngôi (1428), và về sau này trở thành nơi cử hành các nghi lễ long trọng nhất của triều đình, nơi đón tiếp sứ giả nước ngoài, nơi thiết triều bàn những việc quốc gia đại sự và thờ cúng.
Năm 1816, tòa điện này được vua Gia Long cho xây dựng lại. Điện Kính Thiên trở thành hành cung cho các vị vua triều Nguyễn mỗi khi tuần du ra Bắc. Vua Thiệu Trị đã cho đổi tên điện Kính Thiên thành Long Thiên vào năm 1841. Đôi rồng chầu và bậc thềm đá phía trước điện được giữ nguyên từ thời Lê Sơ (thế kỷ 15) cho đến nay.
Năm 1886, điện bị thực dân Pháp phá huỷ để xây nhà ban chỉ huy pháo binh, hiện chỉ còn di tích thềm bậc và nền điện (trong khu Thành cổ Hà Nội ngày nay).

## Kiến trúc
Điện Kính Thiên được xây dựng ở chính giữa Hoàng thành, ngay trên nền cũ của cung Càn Nguyên - Thiên An thời Lý, trên đỉnh núi Nùng. Nằm bên phải là điện Chí Kinh, bên trái là điện Vạn Thọ, trước mặt là điện Thị Triều, nơi thiết triều hàng tháng. Trước điện Thị Triều là Đoan Môn.Hiện nay đang có nhiều ý kiến về việc phục dựng Điện Kính Thiên